# Allocosa apora
Allocosa apora este o specie de păianjeni din genul Allocosa, familia Lycosidae. A fost descrisă pentru prima dată de Gertsch, 1934. Conform Catalogue of Life specia Allocosa apora nu are subspecii cunoscute.